# Imperial (automerk)
Imperial was een Amerikaans automerk dat in de periode 1955 tot 1975 in productie was.
Het was het luxemerk van Chrysler.
In de periode 1981 tot 1983 kwam het merk korte tijd terug.
De naam Imperial werd al sinds 1926 geregeld gebruikt voor het topmodel van Chrysler, maar vanaf 1955 werd het een afzonderlijk merk ( zoals bij de concurrentie: Lincoln en Mercury ).

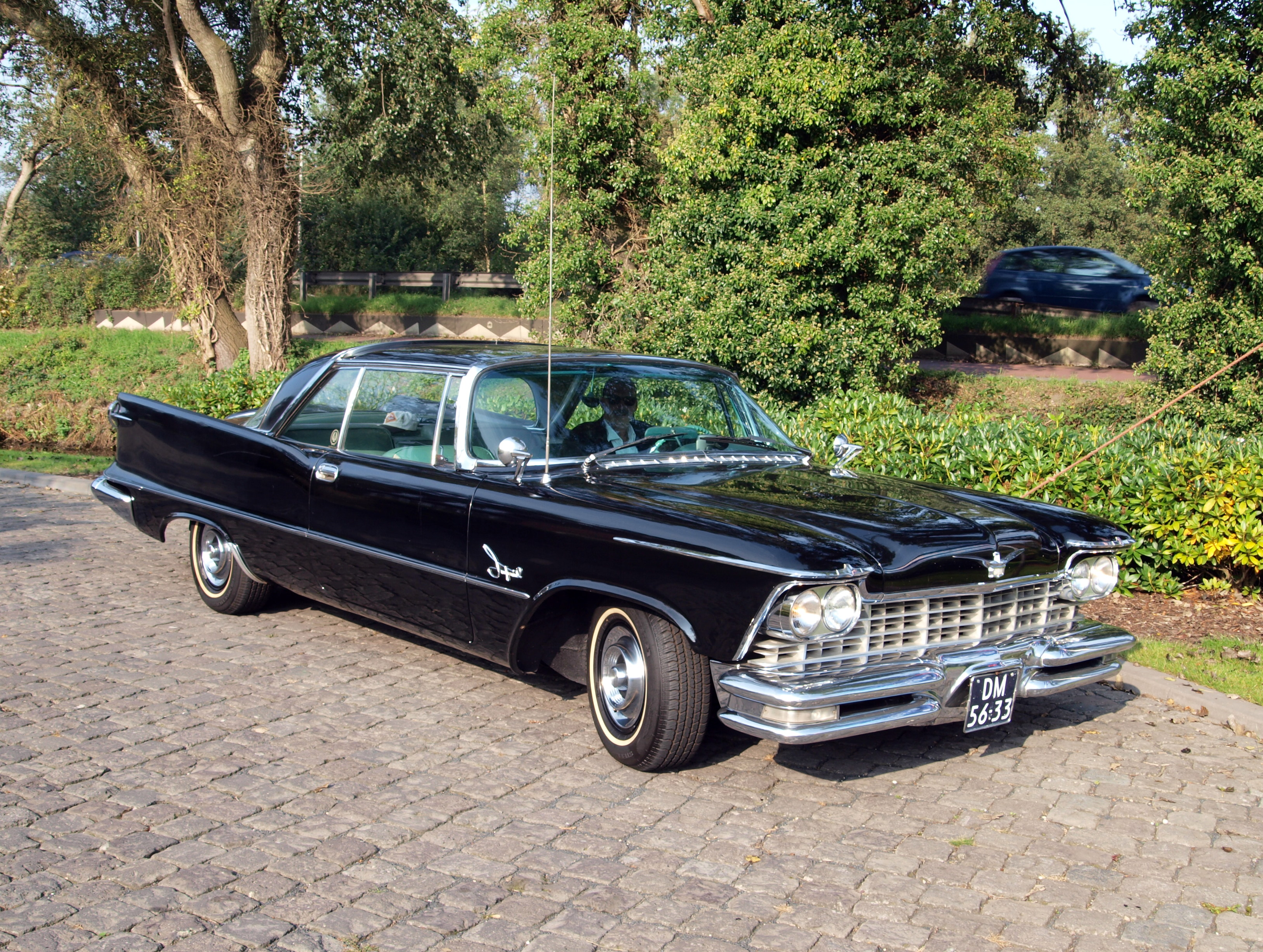
Imperial Crown Coupe (1957)
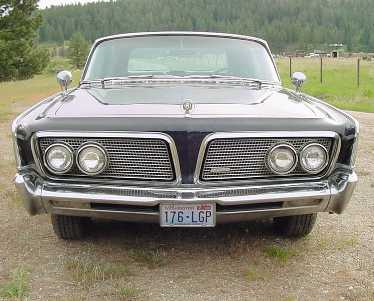
Imperial Crown Coupe (1964)
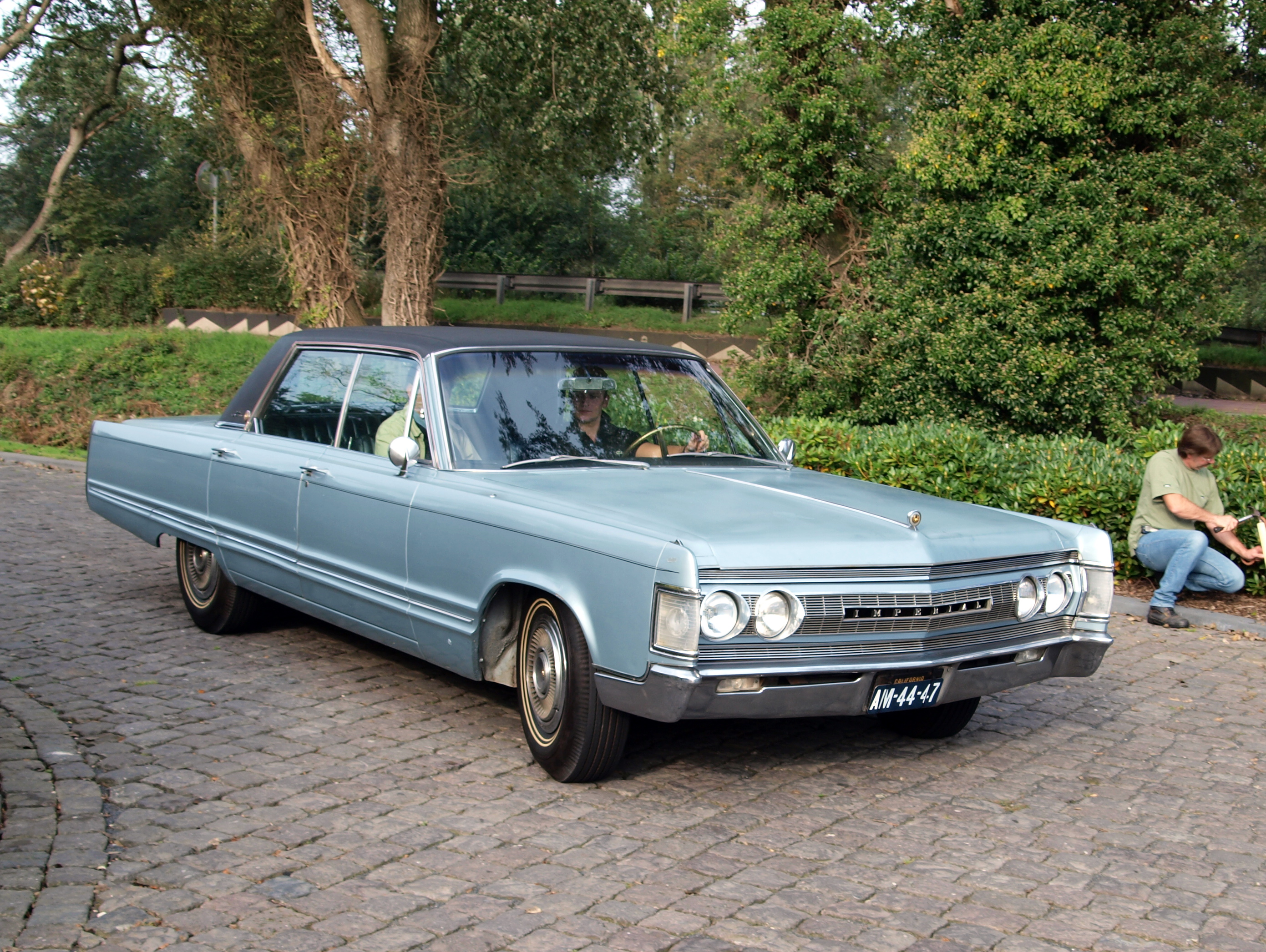
Imperial Le Baron (1967)
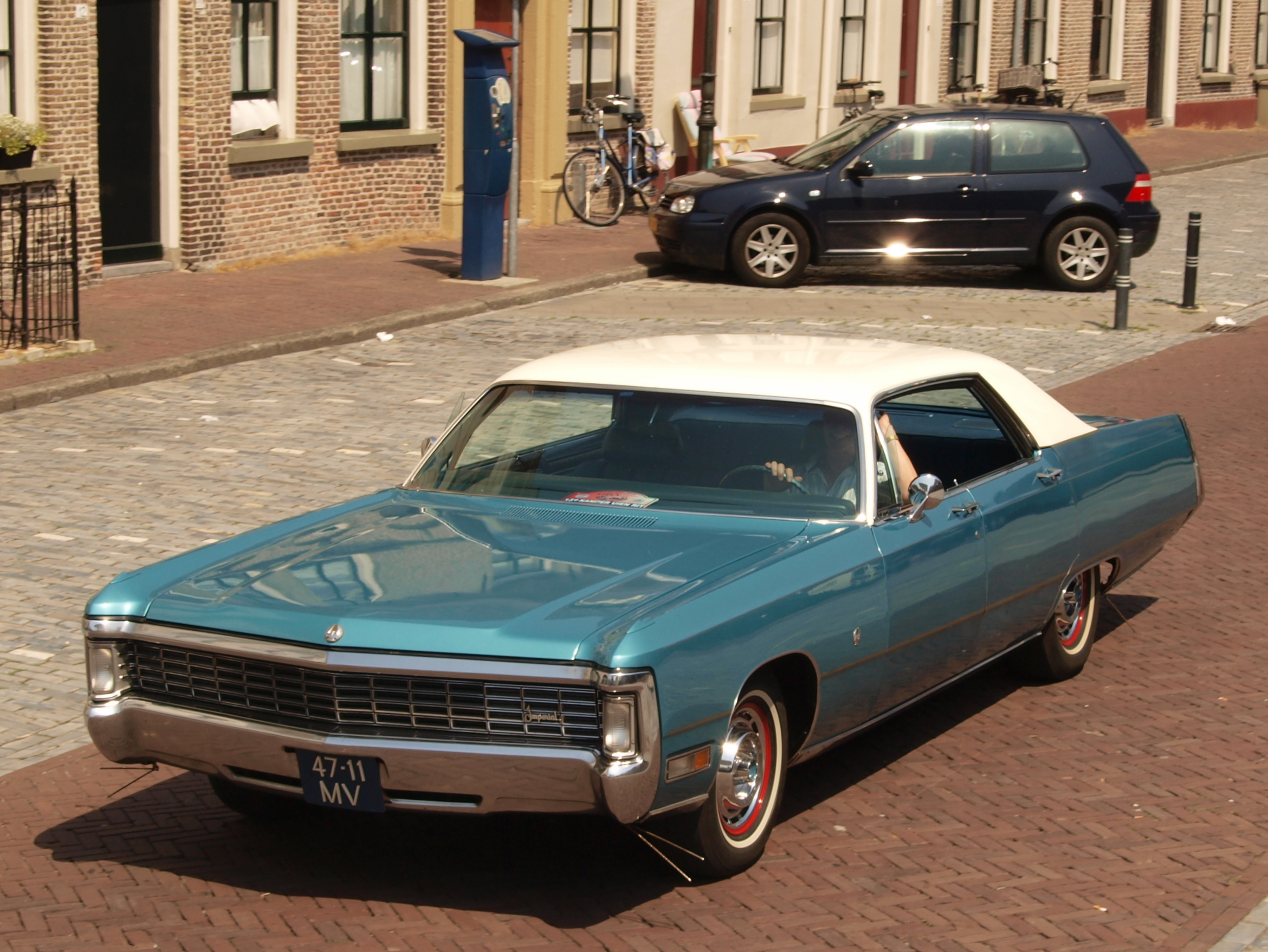
Imperial Crown (1970)